# Pimelodella cristata
Pimelodella cristata is een straalvinnige vissensoort uit de familie van de antennemeervallen (Heptapteridae). De wetenschappelijke naam van de soort is voor het eerst geldig gepubliceerd in 1849 door Müller & Troschel.

## Beeldgalerij
- Poptella brevispina en de meerval Pimelodella cristata